# Festina lente
Festìna lente ("Affrettati lentamente" in lingua italiana) è una locuzione latina attribuita all'Imperatore Augusto dallo storico latino Svetonio. In realtà, nel testo di Svetonio (Vite dei dodici Cesari. Augusto, 25, 4), viene riportata una citazione di Augusto (in greco antico, σπεῦδε βραδέως spèude bradéōs), della quale "festina lente" è la traduzione latina. La locuzione unisce, in un ossimoro, due concetti antitetici, velocità e lentezza, e sta a indicare un modo di agire senza indugi, ma con cautela.

## Uso del motto

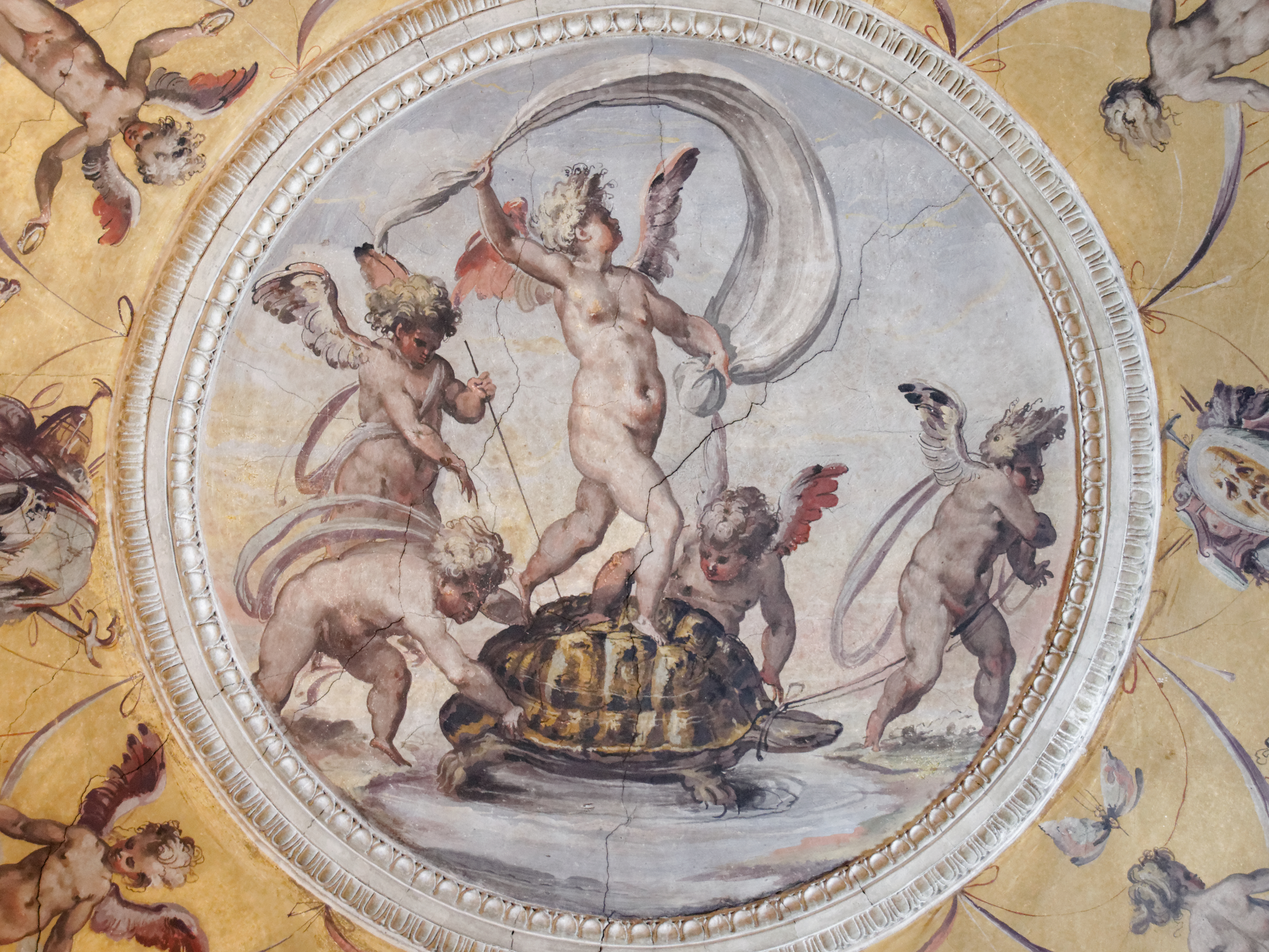
L'emblema della tartaruga con la vela di Cosimo I de' Medici

Il motto (che va pronunciato con l'accento sulla "i": festìna lente) venne associato al simbolo della tartaruga con vela da Cosimo I de' Medici, che nel XVI secolo ne fece l'emblema della sua flotta, come monito di ponderazione delle imprese perché avessero successo. La tartaruga, animale famoso per la sua lentezza, ma anche simbolo di prudenza, è abbinata alla vela gonfiata dal vento, ovvero ciò che spinge le navi, quindi emblema di forza d'azione.
Il simbolo della tartaruga con la vela, abbinata al motto Festina lente, è ancora oggi visibile in decine di raffigurazioni su soffitti e pavimenti di Palazzo Vecchio a Firenze, il motto Festina Lente è inciso anche sui 2 battenti della porta di accesso al salone dei 200 nel corridoio prospiciente l'ingresso al salone dei 500.
Oltre sedici raffigurazioni si trovano sul soffitto del Salone dei Cinquecento, mentre altre sono visibili nel Quartiere di Eleonora di Toledo, nel quartiere degli elementi e nella sala di Leone X. La frase fu scelta come motto da Aldo Manuzio, editore e tipografo attivo a Venezia tra la fine del XV secolo e l'inizio del XVI secolo. Anche il britannico Conte di Onslow lo scelse come motto, come traduzione letterale in latino dell'inglese on-slow.
Il motto è inoltre utilizzato dalla nobile famiglia di origine fiorentina dei Gherardini.
Italo Calvino spiega il motto attraverso la mitologia e la contrapposizione corrente tra Mercurio e Vulcano-Efesto. Il primo simboleggia la sintonia, ossia la partecipazione al mondo intorno a noi, mentre Vulcano la focalità, ossia la concentrazione costruttiva. Entrambi i personaggi sono conditio sine qua non per l'esistenza dell'altro: la mobilità e la sveltezza di Mercurio sono le condizioni necessarie perché le fatiche interminabili di Vulcano (il quale produce strumenti per diverse divinità) diventino portatrici di significato.

### Musica
Festina lente è il titolo di un lavoro del compositore estone Arvo Pärt, datato 1988.